# Післямова (книга)
Післямова — складова заключної частини книги, що містить додатковий, переважно аналітичний, матеріал про твір, автора або суспільно-політичне тло. Передмова має подібну до післямови природу, проте перша готує читача до сприйняття твору, дає пораду, на що слід звернути увагу, а друга — підсумовує та доповнює написане, з яким уже ознайомився читач і склав своє враження. Інколи у цій складовій заключної частини автор подає те, чого раніше йому не було відомо, тобто те, що не увійшло до основної частини книги.

## Приналежність післямови
Хоча післямова подається наприкінці основного тексту, не варто ототожнювати її зі службовою частиною (апаратом видання). Післямова — один з можливих елементів саме заключної частини, так само як додатки, примітки або глосарії.

## Функції післямови
- дати читачу аналітичну інформацію про вже прочитаний твір;
- підсумувати зміст книги;
- доповнити видання інформацією, яка не увійшла до основної частини.